# Triglav film
Triglav film je bila slovenska filmska produkcijska in distribucijska hiša.
Podjetje Triglav film je bilo ustanovljeno leta 1946 kot podjetje za »proizvodnjo umetniških filmov, dokumentarnih filmov, kulturnih filmov in obzornikov«. Snemalni atelje je bil v Trnovem, leta 1950 so dobili prostore v cerkvi sv. Jožefa v Ljubljani. V produkciji podjetja so nastali znani filmi slovenske kinematografije: Na svoji zemlji (1948), Kekec (1951), Vesna (1953), Dolina miru (1956), Ne čakaj na maj (1957), Veselica (1960), Ples v dežju (1961). Triglav film je leta 1966 objavil stečaj, njegove prostore je prevzelo podjetje Viba film.
Podjetje z enakim imenom  - Triglav film - je bilo znova ustanovljeno leta 2001. 